# Bonifacio Agliardi

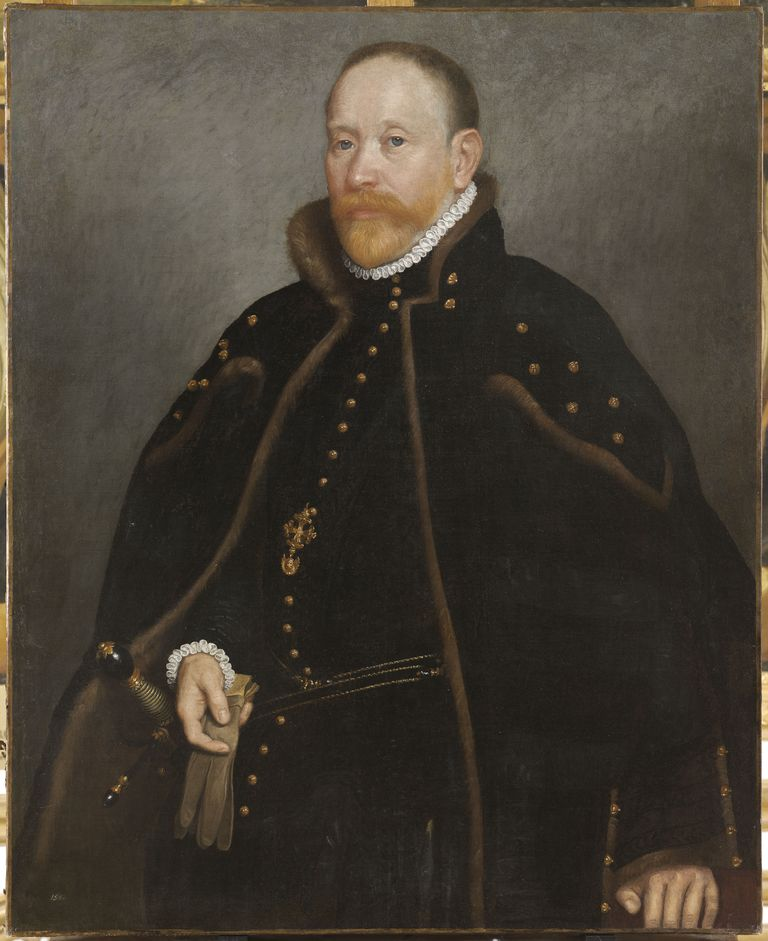
Bonifacio Agliardi, Giovan Battista Moroni.

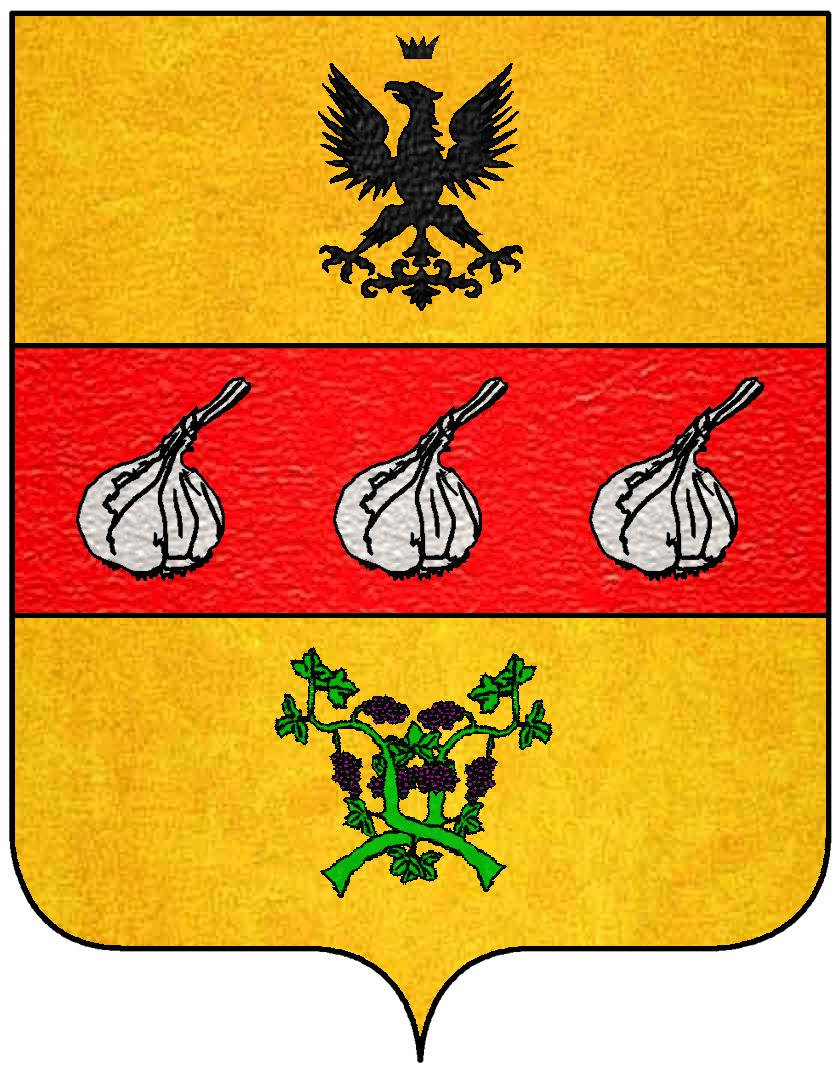
Stemma Agliardi

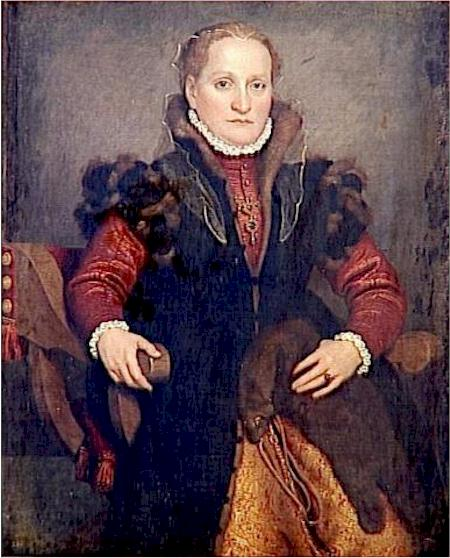
Angelica Agliardi de Nicolinis-Giovan Battista Moroni

Bonifacio Agliardi (Bergamo, 1510 – 22 gennaio 1580) è stato un politico italiano.

## Biografia
Bonifacio Agliardi fu uno dei protagonisti della storia di Bergamo del XVI secolo, a lui furono conferiti molti incarichi pubblici e riconoscimenti.

Gli Agliardi erano un'antica famiglia di procuratori, mercanti e notai. Capostipite fu un certo Longofredo che venne in Italia nel 1007 in qualità di consigliere del re d'Ungheria e Boemia e che ebbe tre figli. Dal primogenito Iggiforte ebbe origine la famiglia Agliardi detta anche Capitani de Laglio. Tra i personaggi più illustri della famiglia ci furono Alessio Agliardi noto ingegnere.
Alessio ebbe nove figli tra cui Antonio Agliardi che ricoprì cariche pubbliche nel biennio 1516-1518 e nel 1528.
Bonifacio che era figlio di Antonio e di Apollonia Casotti, crebbe quindi in una delle famiglie più importanti di Bergamo. Il padre gestiva, in qualità di consigliere, la Fondazione Pio Colleoni su incarico diretto del condottiero, gestione che poi passò al figlio.
Bonifacio sposò Angelica de' Nicolinis, dalla quale ebbe quattro figli maschi e quattro femmine; il figlio Alessandro continuò il ramo della famiglia e sposò Ippolita Benaglio nel 1584 e il figlio Ottavio fu ascritto all'ordine di Malta nel 1585.

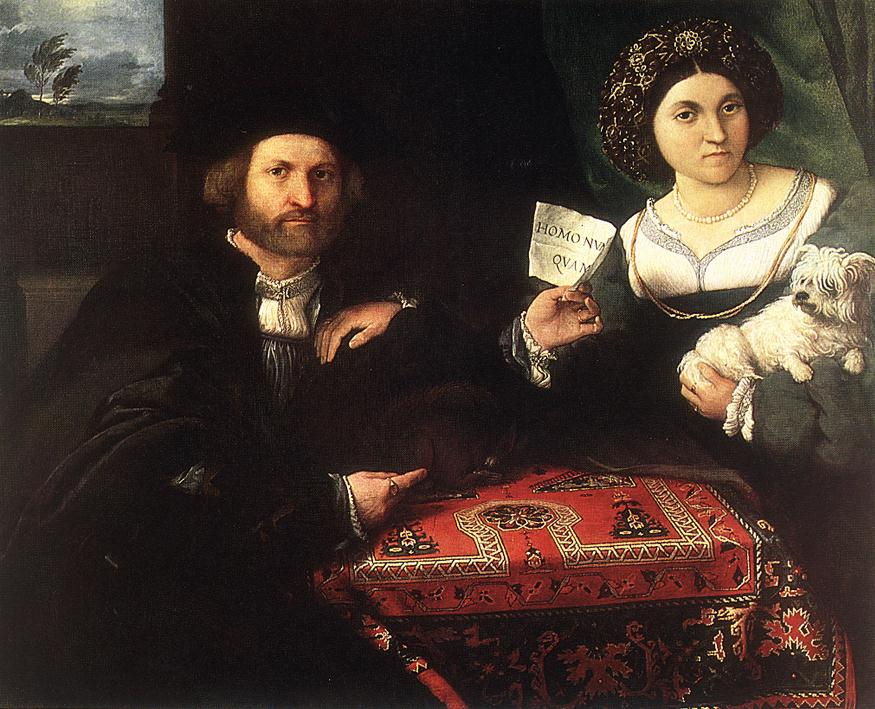
Lotto, Lorenzo - Husband and Wife

Nel 1551 Bonifacio Agliardi, ricevette l'incarico di provveditore alla salvaguardia dei beni cittadini insieme a Giovan Battista Brembati che era filospagnolo, e Alberto Suardi durante il passaggio di un esercito tedesco, proveniente dalla Val Camonica accompagnandolo verso il confine milanese. Nel 1557 ripeté l'incarico ma per un esercito svizzero del re francese.
Venne nominato consigliere cittadino negli anni dal 1551 al 1557 e fu tra i costitutori del Monte di Pietà, fondato nel 1557 fino al 1941. 
L'amministrazione cittadina lo incaricò di due ambasciate, nell'agosto del 1561 si recò a Venezia per invitare gli amministratori veneti, ad avere riguardo e cura delle proprietà private e delle chiese di Bergamo durante la costruzione delle mura veneziane richiedendo il rimborso dei danni e nel marzo del 1562 sempre a Venezia per rinnovare le precedenti richieste.
Per gli incarichi assolti per la Repubblica di Venezia fu nominato cavaliere aurato il 15 gennaio 1553 dal doge di Venezia probabilmente per il suo servizio di difesa del territorio cittadino, e conte paladino per sé e tutti i suoi discendenti il 10 febbraio 1574.

Nel ritratto realizzato da Giovan Battista Moroni, Bonifacio è raffigurato con la croce di cavaliere costantiniano e con la medaglia raffigurante il leone alato simbolo di Venezia.
Nel 1571 rappresentò la città nell'accogliere l'arciduca Carlo d'Austria nel castello di Martinengo. Nel medesimo anno fu insignito del titolo di Conte del Sacro Romano Impero da Massimiliano II d'Asburgo.

Una delle sue ultime attività pubbliche fu del 1579, poco prima di morire, quando prese provvedimenti per la grande carestia che stava colpendo la città.
Alla sua morte Giovanni Pellccioli gli scrisse un encomio pubblicato postumo che recitava: Encomium in funere Bonifacii Alleardi Conitis-Equitisaque, ac Palatini, et de Patria optime meriti.